# 丰田市
丰田市（日语：／ Toyota shi */?）是位於日本爱知县中部，名古屋市东方约30公里的城市；主要市區位於西南部的盆地區域中，其餘區域則是屬於矢作川流域的山區，共約七成的區域為森林地。為愛知縣內為面積最大的行政區劃，人口則是僅次於名古屋市。
產業以製造業為主，特別是汽車製造業，為中京工業地帶中生產額最大的城市；日本的汽車公司豐田汽車自1937年成立以來就將總部設於此，隨著豐田汽車的發展，也使得本地逐漸發展為豐田汽車的公司市鎮，成為本地最主要的企業，1959年起更直接將城市名稱更名為「豐田市」。
由於豐田汽車同時也是日本職業足球聯賽名古屋鯨魚的主要股東，因此市內的豐田體育場同時也是名古屋鯨魚所使用的賽事主場之一。

## 人口
| 丰田市人口分布圖 |                                               |  |
| 丰田市與日本全國年齡別人口分布比較圖 （2005年資料） | 丰田市的年齡、男女別人口分布圖 （2005年資料） |  |
| ■紫色是丰田市 ■綠色是全国 | ■藍色是男性 ■紅色是女性                       |  |
| 丰田市人口變化 \| 1970年 \| 234,078人 \| \| \| 1975年 \| 283,412人 \| \| \| 1980年 \| 315,871人 \| \| \| 1985年 \| 344,105人 \| \| \| 1990年 \| 370,858人 \| \| \| 1995年 \| 383,800人 \| \| \| 2000年 \| 395,224人 \| \| \| 2005年 \| 412,141人 \| \| \| 2010年 \| 421,487人 \| \| \| 2015年 \| 422,542人 \| \| \| 2020年 \| 422,330人 \| \| |                                               |  |
| 資料來源：日本總務省統計中心提供之人口普查數據 |                                               |  |
| 1970年 | 234,078人                                     |  |
| 1975年 | 283,412人                                     |  |
| 1980年 | 315,871人                                     |  |
| 1985年 | 344,105人                                     |  |
| 1990年 | 370,858人                                     |  |
| 1995年 | 383,800人                                     |  |
| 2000年 | 395,224人                                     |  |
| 2005年 | 412,141人                                     |  |
| 2010年 | 421,487人                                     |  |
| 2015年 | 422,542人                                     |  |
| 2020年 | 422,330人                                     |  |

## 歴史
大部分區域過去在令制國時代屬於三河國加茂郡，西南部地區屬碧海郡，東部部分區域屬設樂郡，東南部也有小部分地區屬於額田郡。在西部往西延伸至名古屋市東部之間的區域中，在大約五世紀開始，出現大量的製窯產業，該片遺址後被稱為猿投窯。
在8世紀編撰的《古事記》中曾將現在豐田市主要市區的區域記載為和，後來才開始使用日文發音相同的。
12世紀後，曾先後有中條氏、三河鈴木氏、三宅氏、足助氏等眾多國人眾在此區域發展，並先後建有金谷城、足助城、寺部城、川口城、大給城、武節城、櫻城，其中包括後來建立德川幕府的德川家康所出身的松平氏，也是出自此區域內的松平鄉。
17世紀進入江戶時代後，現在的豐田市範圍在當時分屬舉母藩、尾張藩、刈谷藩、沼津藩、岡崎藩、三河吉田藩、西尾藩、大多喜藩、西大平藩、奧殿藩及諸多的旗本領，其中現在的市中心區域主要屬於舉母藩；19世紀末明治維新後，這些區域曾先後改隸屬三河裁判所、三河縣、重原藩、伊那縣、豐橋縣、舉母縣、名古屋縣、西尾縣、西大平縣、靜岡縣、重原縣、岡崎縣、刈谷縣，直到1871年的第一次府縣整併後，隨著過去原屬三河國的全部區域一同整併至新設立的額田縣，但在1872年又隨著額田縣被併入愛知縣。
1889年日本實施町村制，現在的豐田市在當時分屬多達56個行政區劃，在經過1906年愛知縣的町村整併後成為21個行政區劃，其中過去以舉母藩藩廳舉母城為中心的區域則已成為舉母町，也是此區域的發展中心；1937年丰田汽车在此成立後，更帶動此區域的快速發展，舉母町也在1951年改制為舉母市。
在1950年代至1970年代期間，日本政府開始推動昭和大合併，此區域內的行政區劃再次被整併為位於西南部平原區域的舉母市，以及位於東北部山區內的藤岡町、小原村、足助町、旭町、稻武町、下山村共七個的行政區劃，此期間舉母市也由於丰田汽车的緣故在1959年直接更名為丰田市。
2000年代日本政府再次推動平成大合併，其餘六個町村也隨之在2005年併入豐田市，使得豐田市成為愛知縣內面積最大的行政區劃。

## 交通

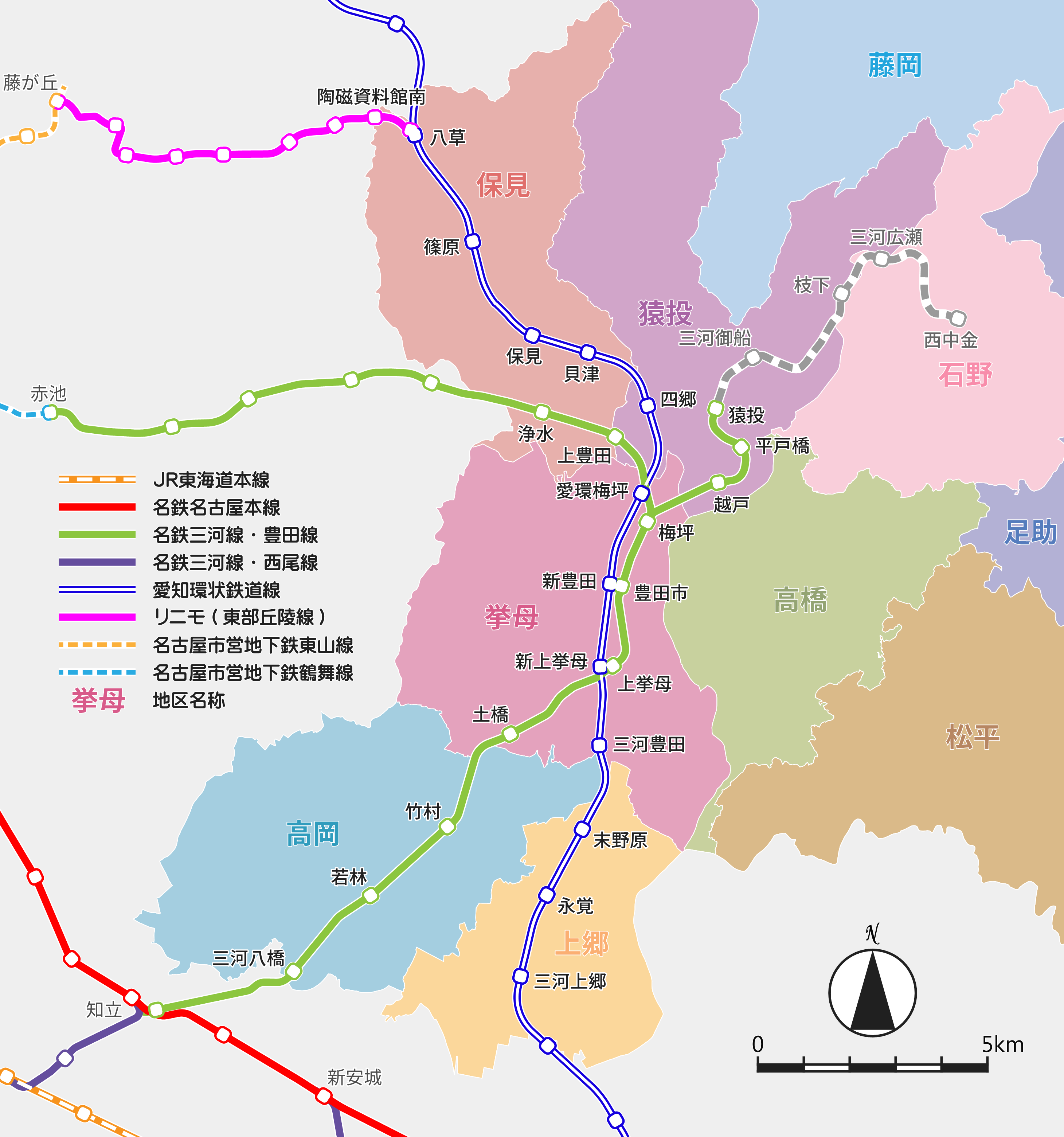
豐田市區鐵道路網

名古屋鐵道的三河線、豐田線及愛知環狀鐵道的愛知環狀鐵道線都有通過豐田市西南部的主要市區，並分別以豐田市車站及新豐田車站為主要車站，兩個車站相距僅約兩百公尺，並可透過行人天橋直接相連。自豐田市市區透過兩家業者的鐵路網，可往南至岡崎市、知立市，往北可至日進市、名古屋市或是瀨戶市；而在西部與長久手市交界物的八草車站也可轉乘愛知高速交通的磁浮路線東部丘陵線進入長久手市。
高速公路則有東名高速公路、新東名高速公路、伊勢灣岸自動車道、東海環狀自動車道穿越豐田市，同樣主要集中在西南部的主要市區周邊，後三條高速公路則交會於市區東側的豐田東系統交流道，伊勢灣岸自動車道也可透過豐田系統交流道轉入東名高速公路；豐田市內市區以外的山區則需藉由國道153號、國道257號、國道301號、國道419號、國道420號、國道473號等一般國道與市區區域連結。
豐田市內的客運路線主要由名鐵巴士經營，其路線以豐田市車站為中心，也有部分路線可以往西經三好市、東鄉町，駛至日進市的名古屋市營地下鐵赤池車站。屬於豐田汽車集團鄉關企業的豐榮交通由於負責豐田汽車相關的員工專車，也接受委託經營豐田市的許多社區巴士路線。

### 鐵路
名古屋鐵道
■■三河線：猿投車站 - 平戶橋車站 - 越戶車站 - 梅坪車站 - 豐田市車站 - 上舉母車站 - 土橋車站 - 竹村車站 - 若林車站 - 三河八橋車站 - （知立市→）
■豐田線：梅坪車站 - 上豐田車站 - 淨水車站 - （三好市→）
愛知環狀鐵道
■愛知環狀鐵道線：（岡崎市） - 三河上鄉車站 - 永覺車站 - 末野原車站 - 三河豐田車站 - 新上舉母車站 - 新豐田車站 - 愛環梅坪站 - 四鄉車站 - 貝津車站 - 保見車站 - 篠原車站 - 八草車站 - （瀨戶市）
愛知高速交通
■東部丘陵線：（←長久手市） - 陶瓷資料館南車站 - 八草車站

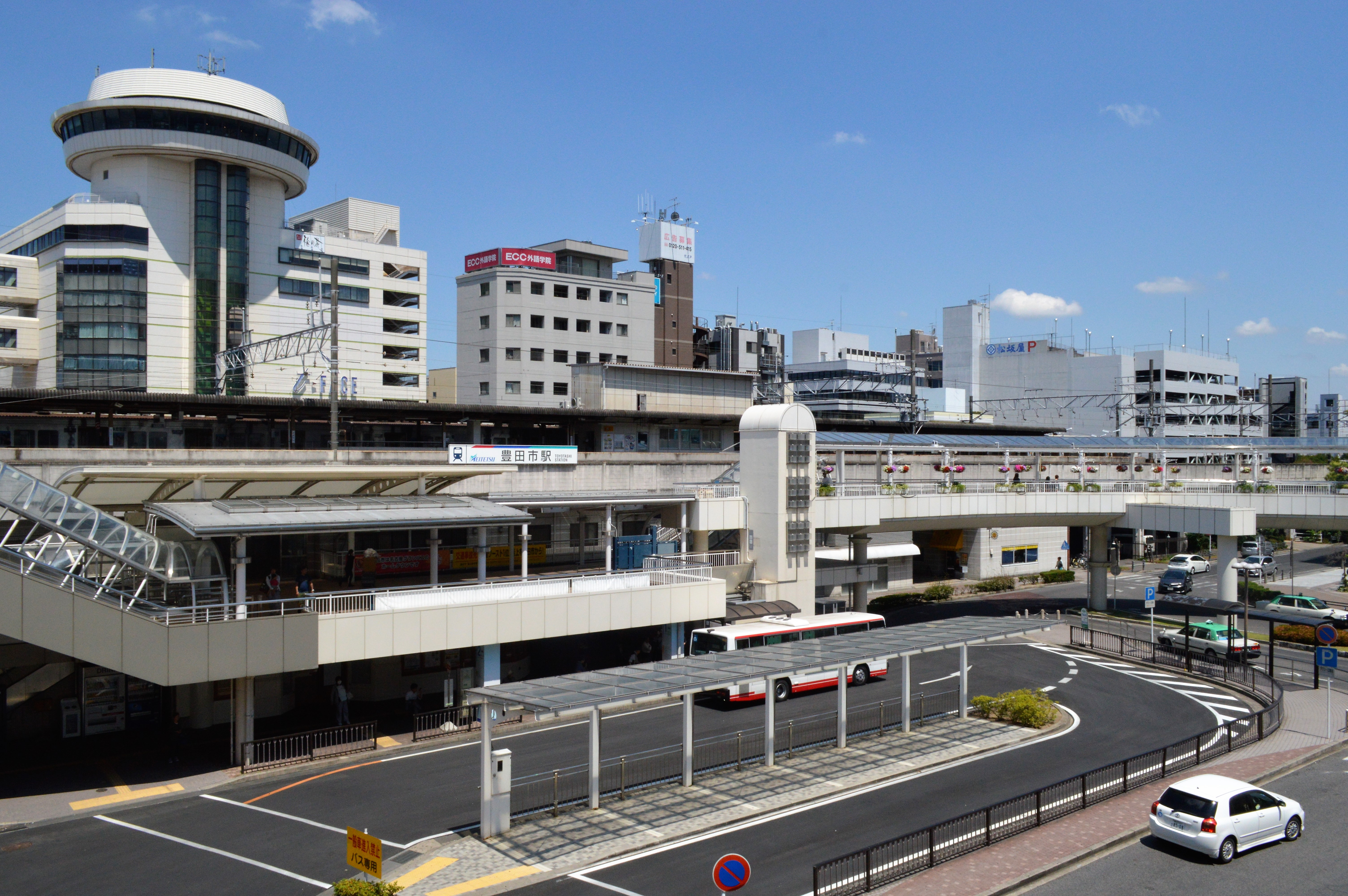
豐田市站
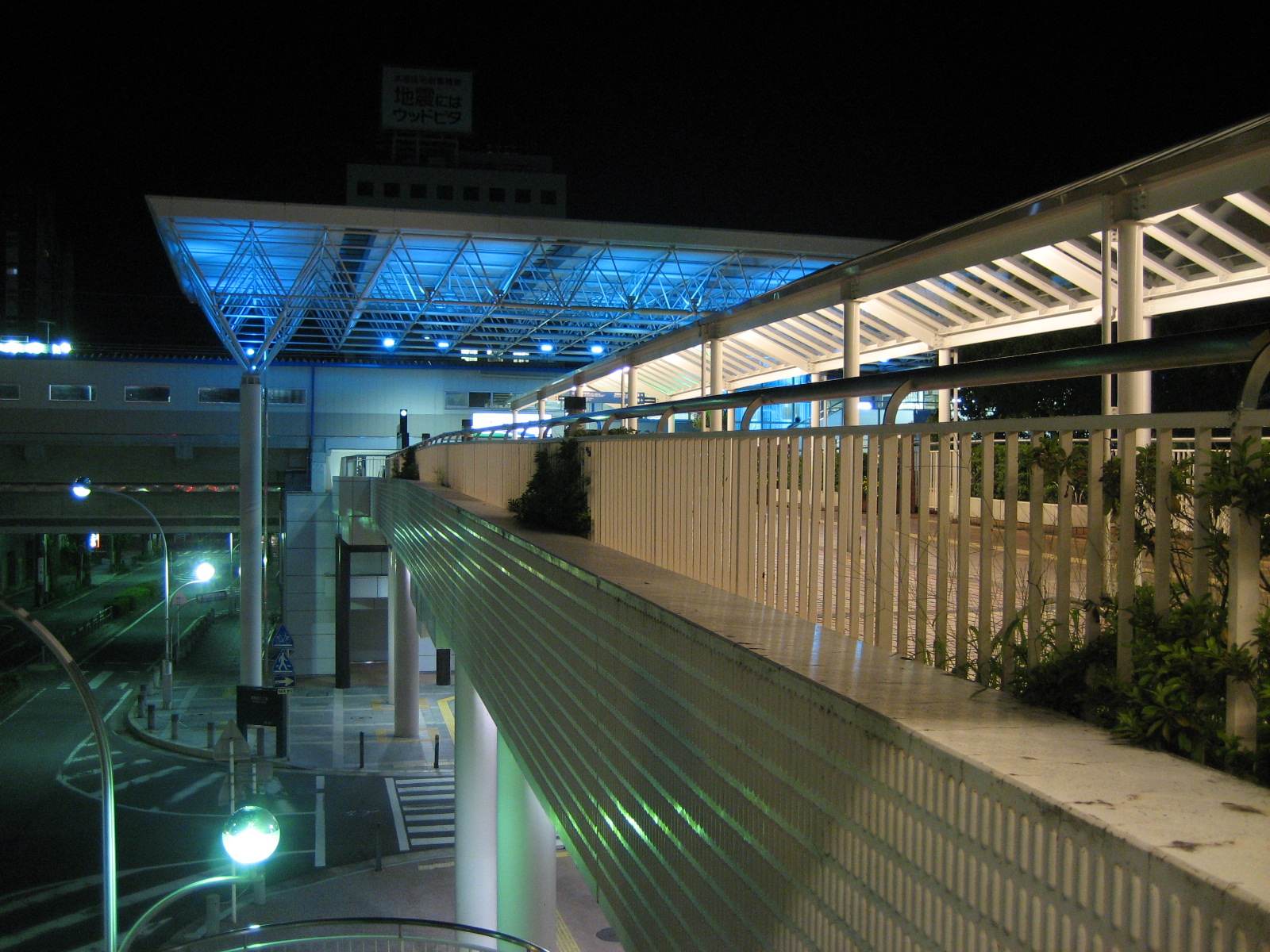
新豐田站

### 公路
- 東名高速公路：（岡崎市） - 豐田系統交流道 - 豐田上鄉服務區（日语：豊田上郷サービスエリア） - 豐田交流道（日语：豊田インターチェンジ） - （三好市）
- 新東名高速公路：（岡崎市） - 豐田東系統交流道（日语：豊田東ジャンクション） - （伊勢灣岸自動車道）
- 伊勢灣岸自動車道：（新東名高速公路） - 豐田東系統交流道 - 豐田東交流道（日语：豊田東インターチェンジ） - 豐田系統交流道 - 豐田南交流道（日语：豊田南インターチェンジ） - （刈谷市）
- 東海環狀自動車道：豐田東系統交流道 - 豐田松平交流道（日语：豊田松平インターチェンジ） - 鞍池休息區（日语：鞍ヶ池パーキングエリア） - 豐田勘八交流道（日语：豊田勘八インターチェンジ） - 豐田藤岡交流道（日语：豊田藤岡インターチェンジ） - （瀨戶市）

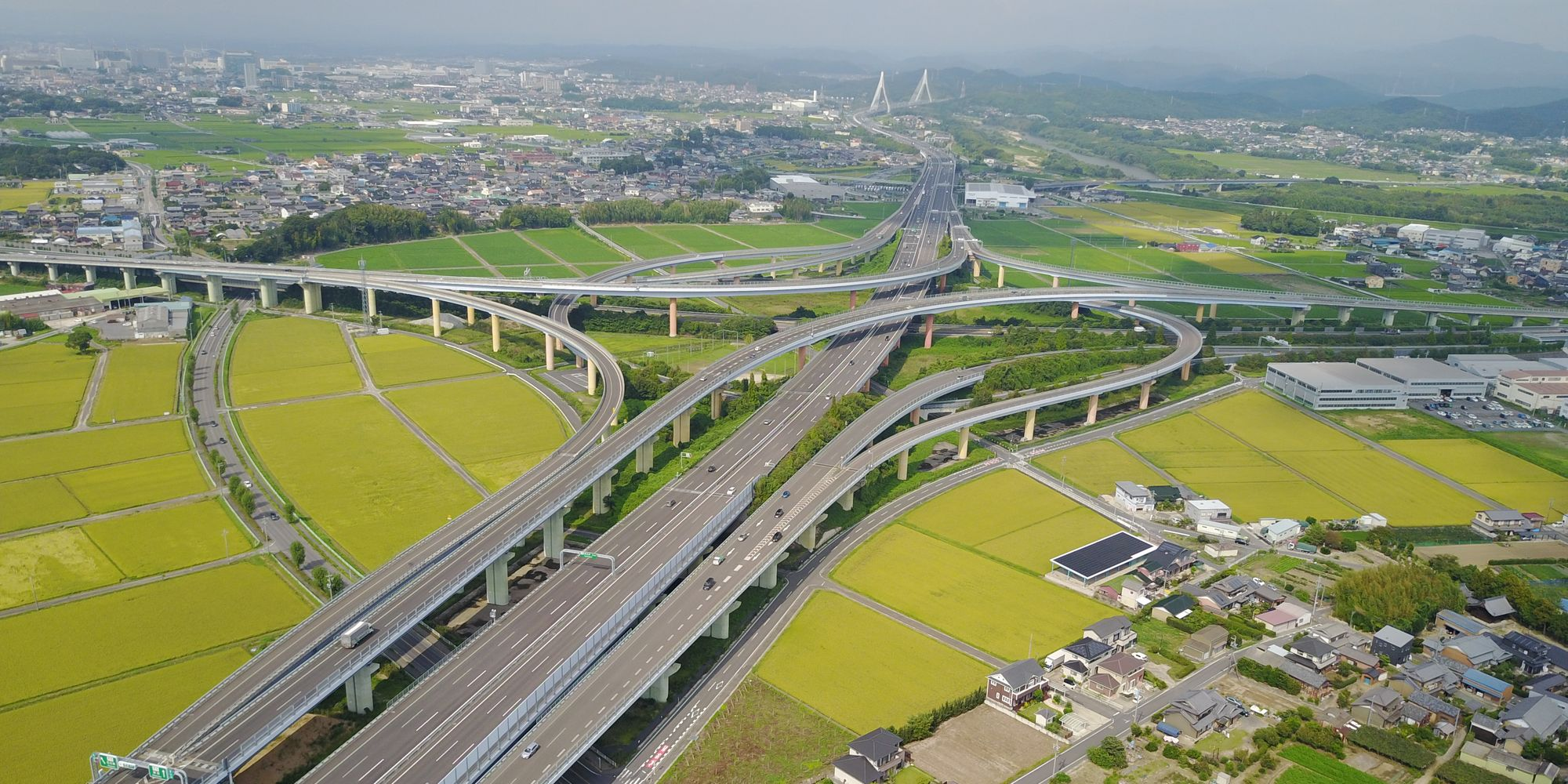
東名高速公路與伊勢灣岸自動車道交會的豐田系統交流道
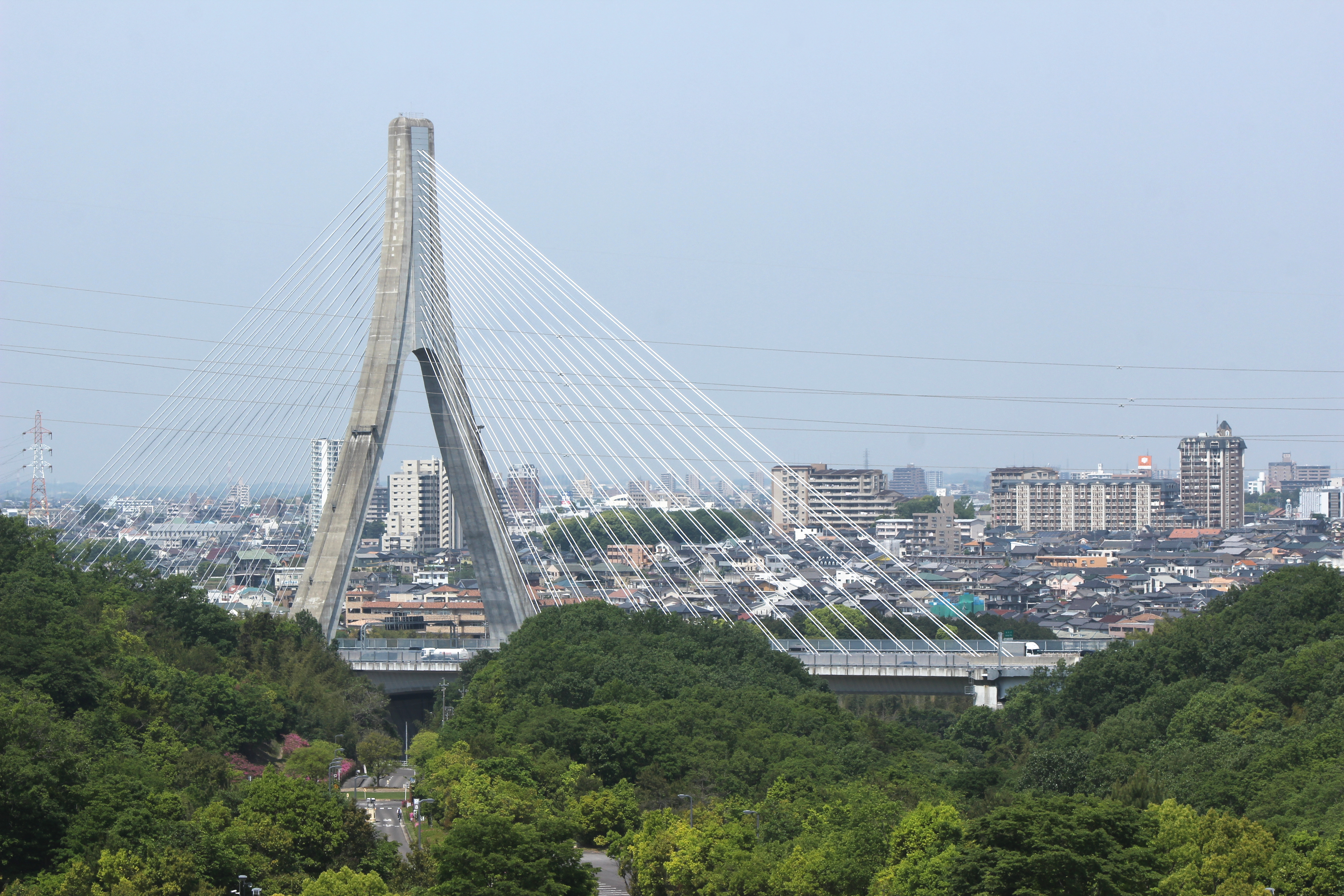
伊勢灣岸自動車道上的豐田矢作川大橋

## 观光資源
位於豐田市東北部的山區中擁有豐富的自然景觀，包括屬於天龍奧三河國定公園的稻武地區設有面之木園地，位於足助町地區的香嵐溪溪谷，位於矢作川中游的勘八峽谷。
在西南部的市區中，則有由市政府經營的豐田市美術館、豐田市鄉土資料館、豐田市近代產業與生活發現館；豐田汽車也設有做為企業博物館的豐田會館及豐田鞍池紀念館。

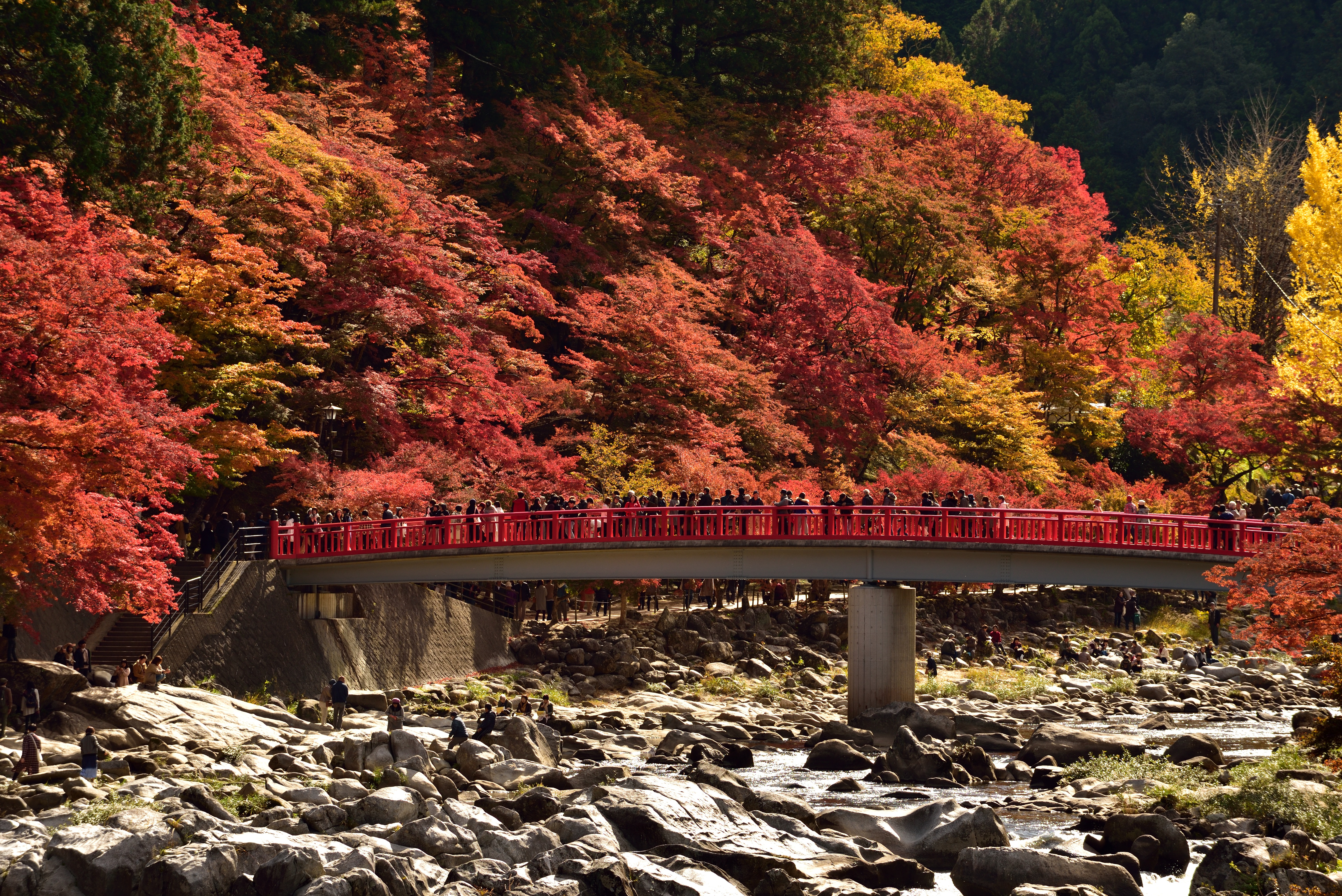
香嵐溪待月橋
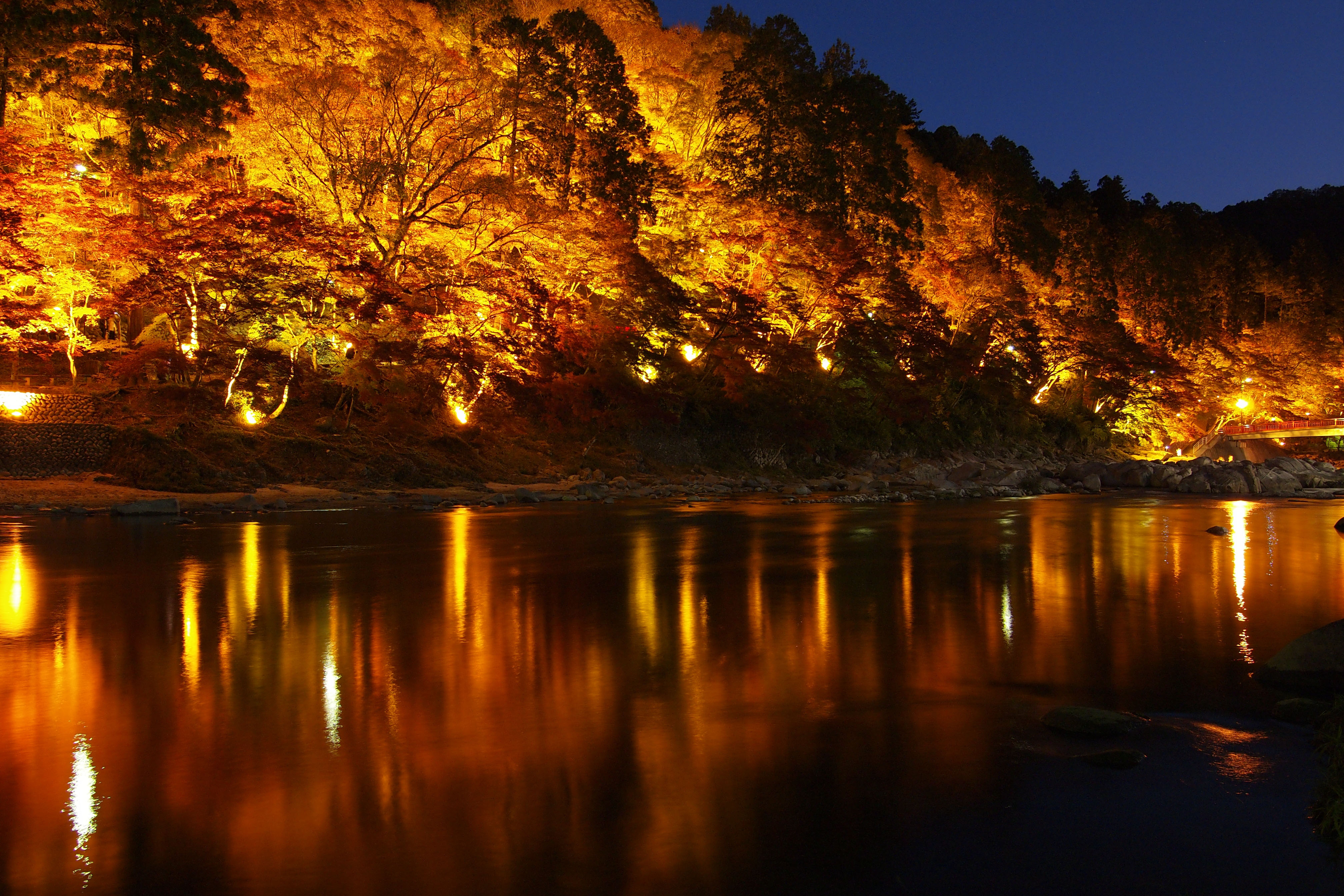
香嵐溪夜景
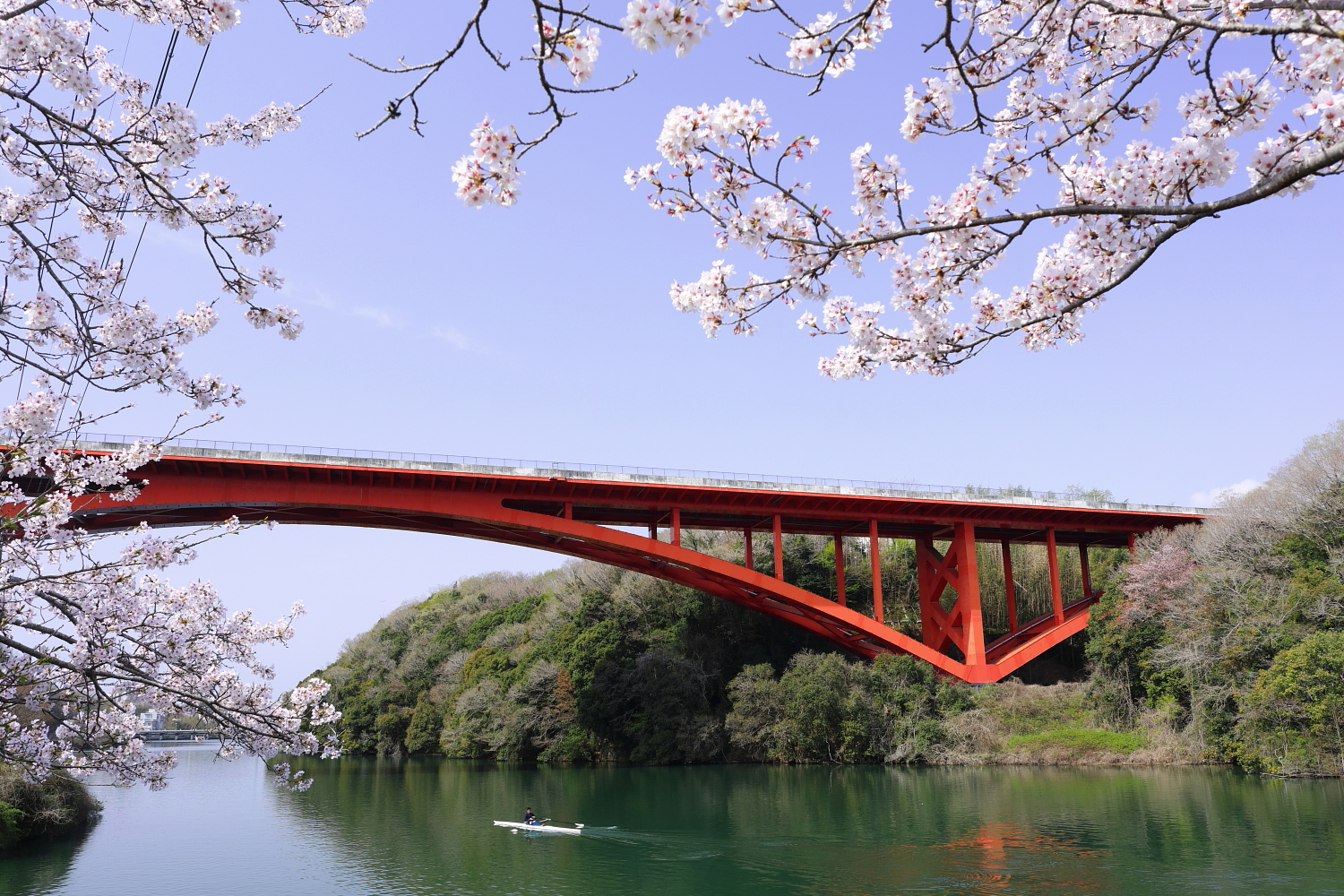
穿越勘八峽的東海環狀自動車道勘八橋
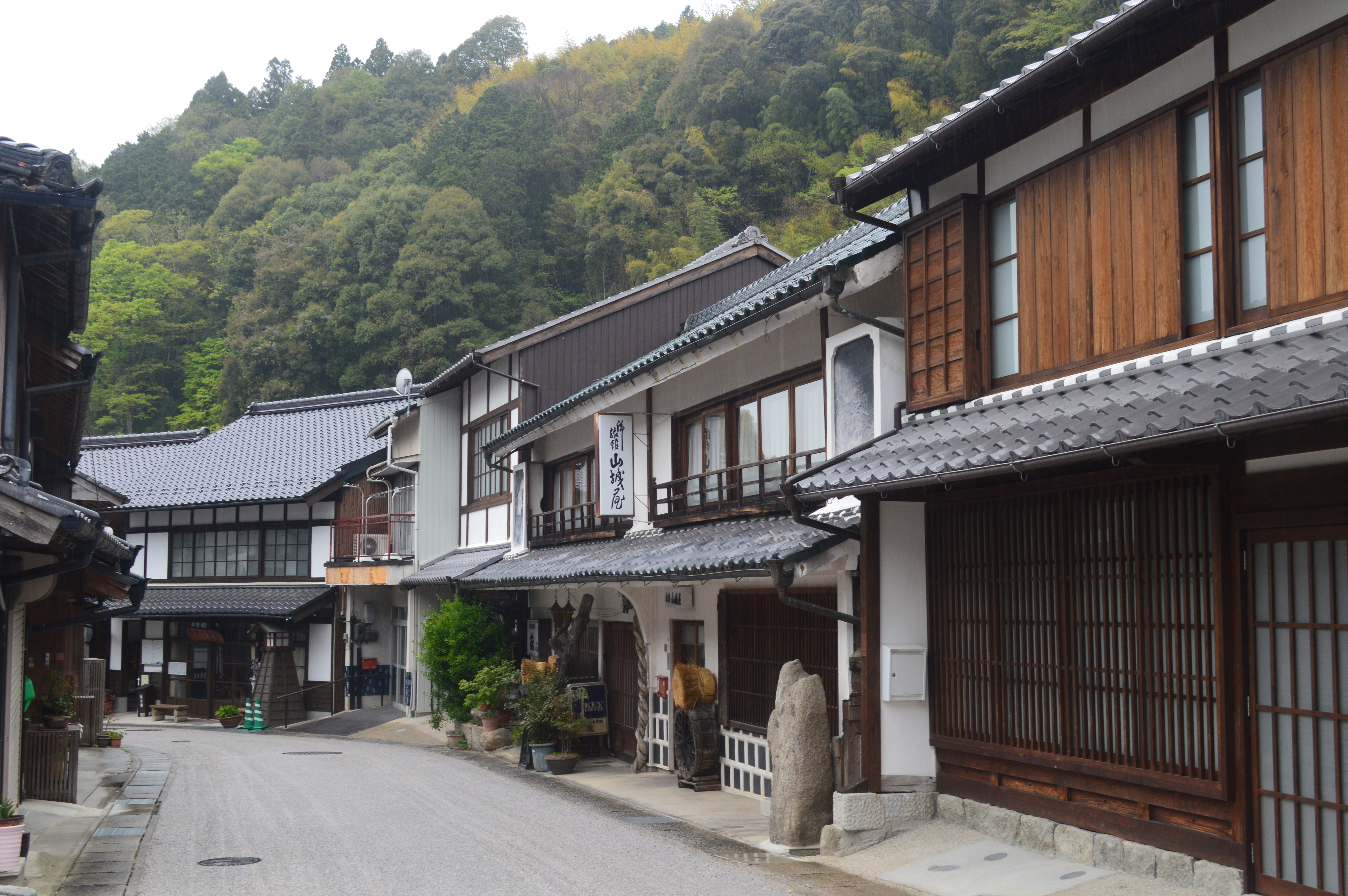
足助町的新田町老街
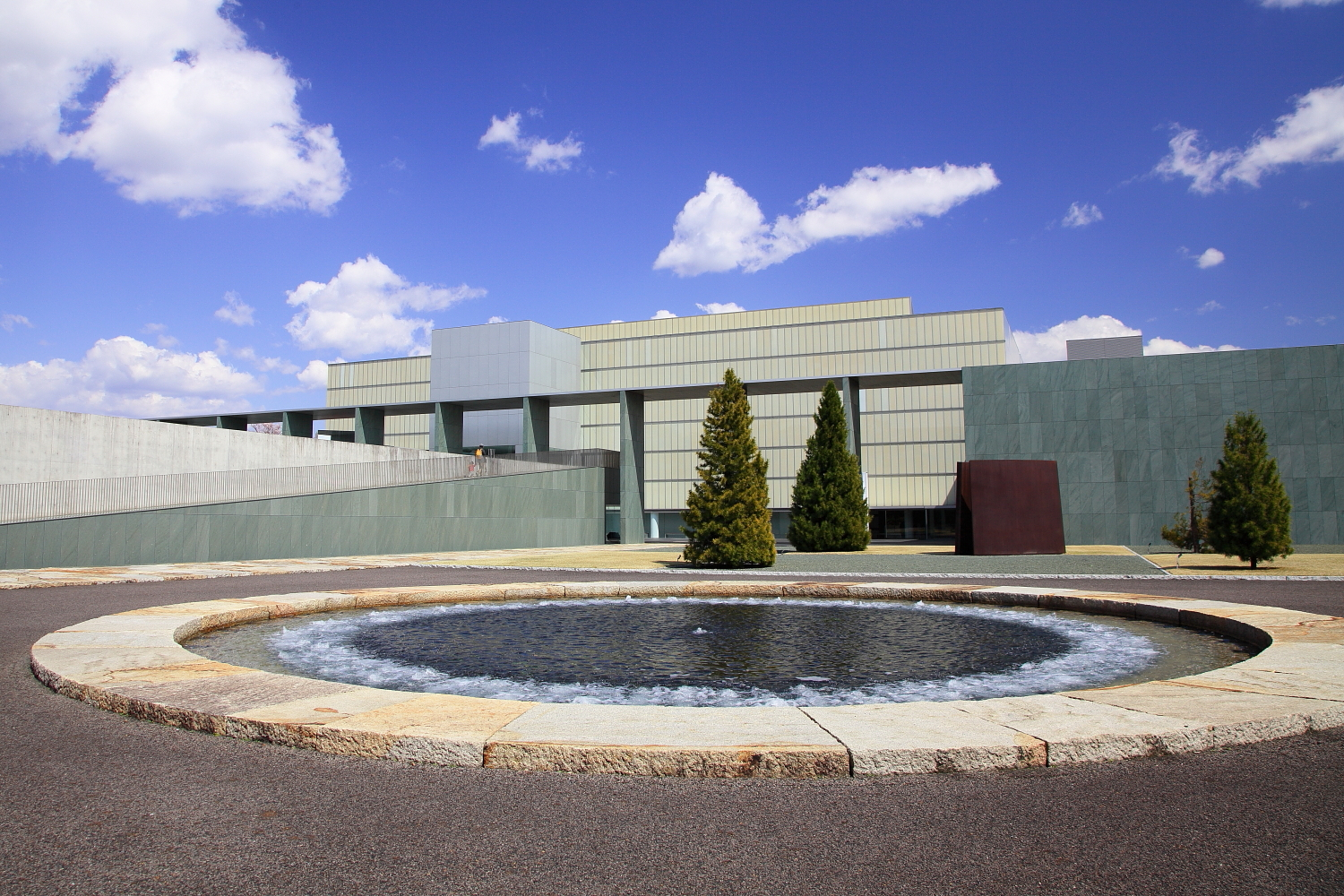
豐田市美術館
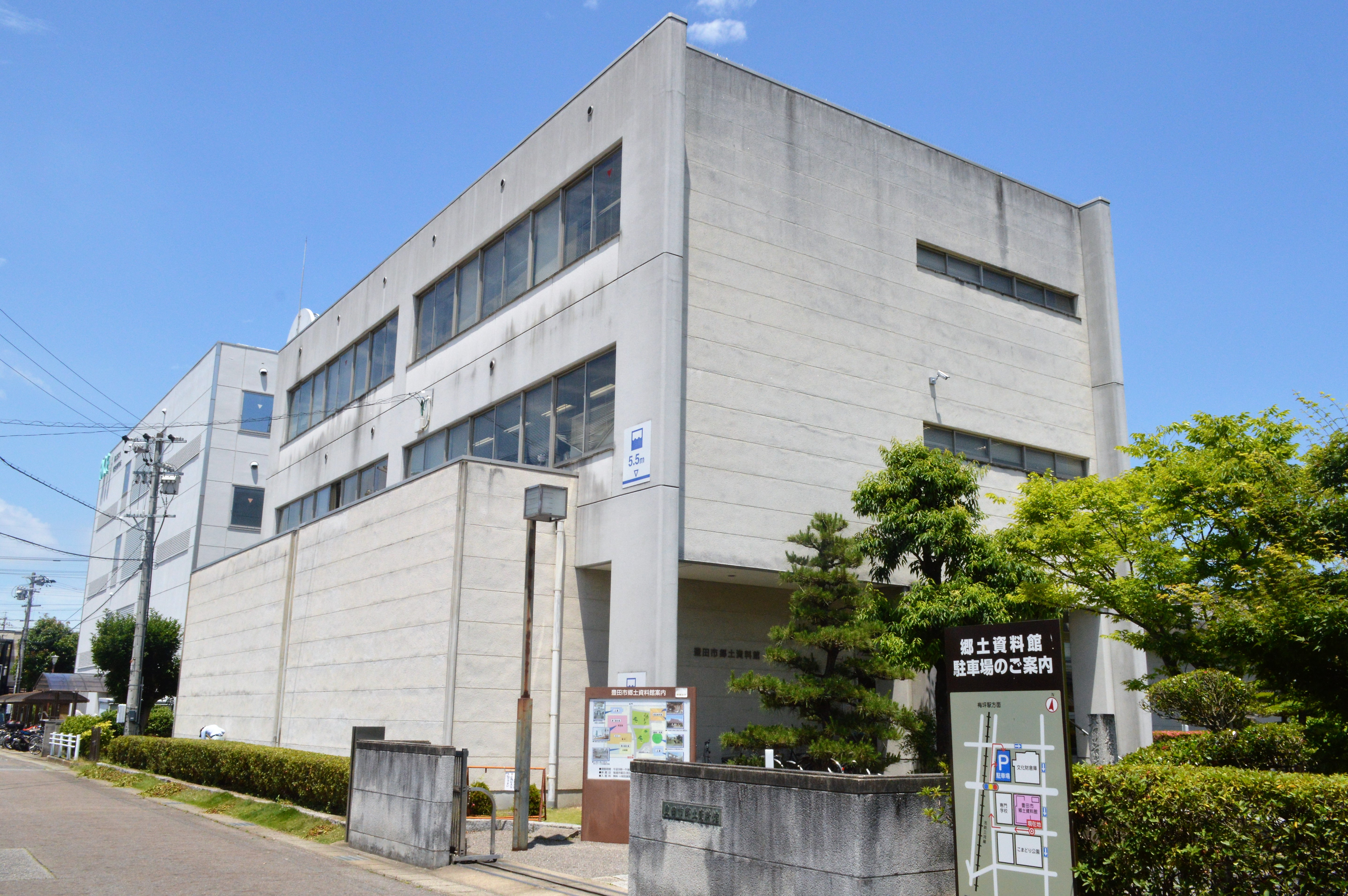
豐田市鄉土資料館本館
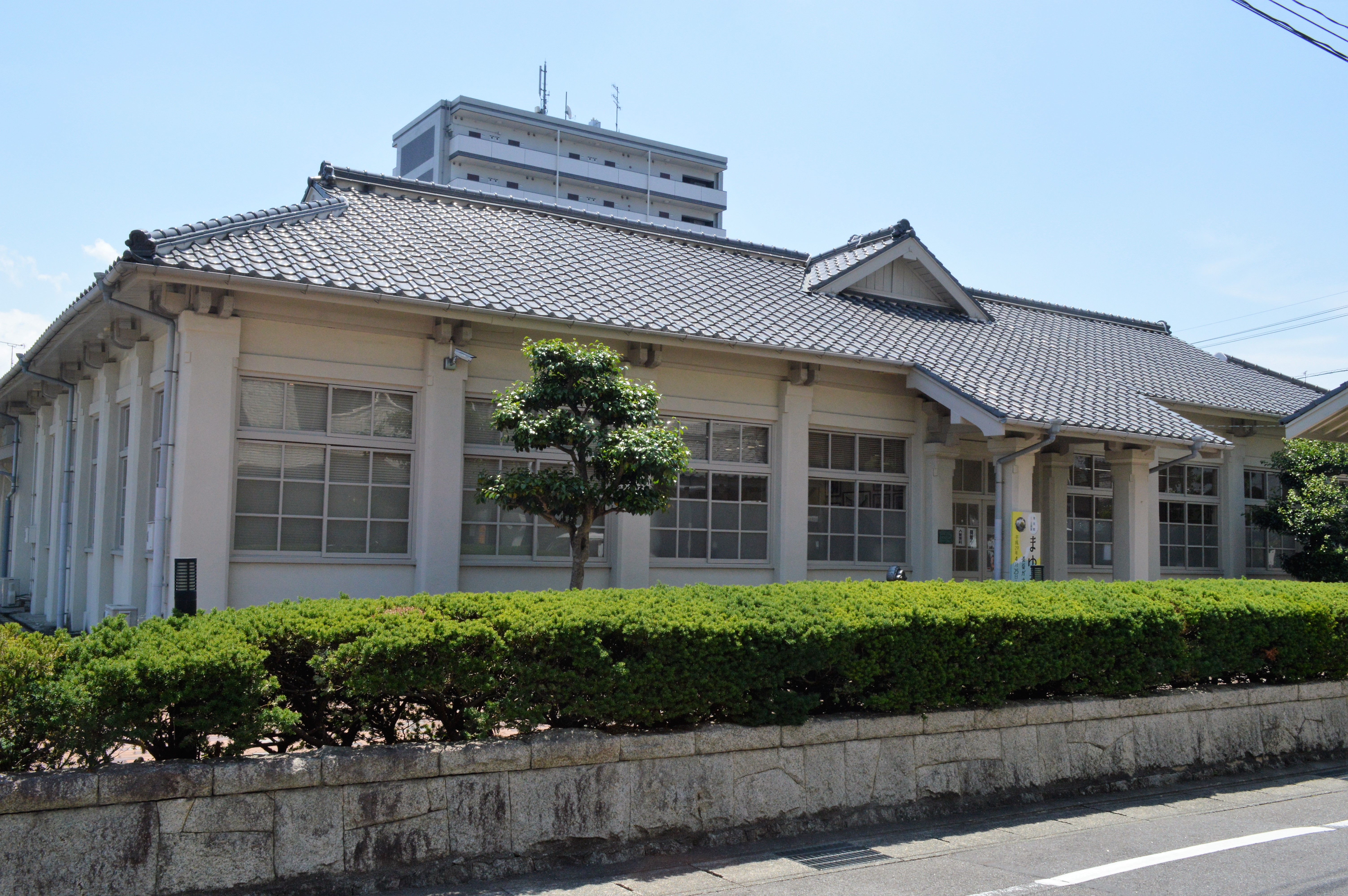
豐田市近代產業與生活發現館
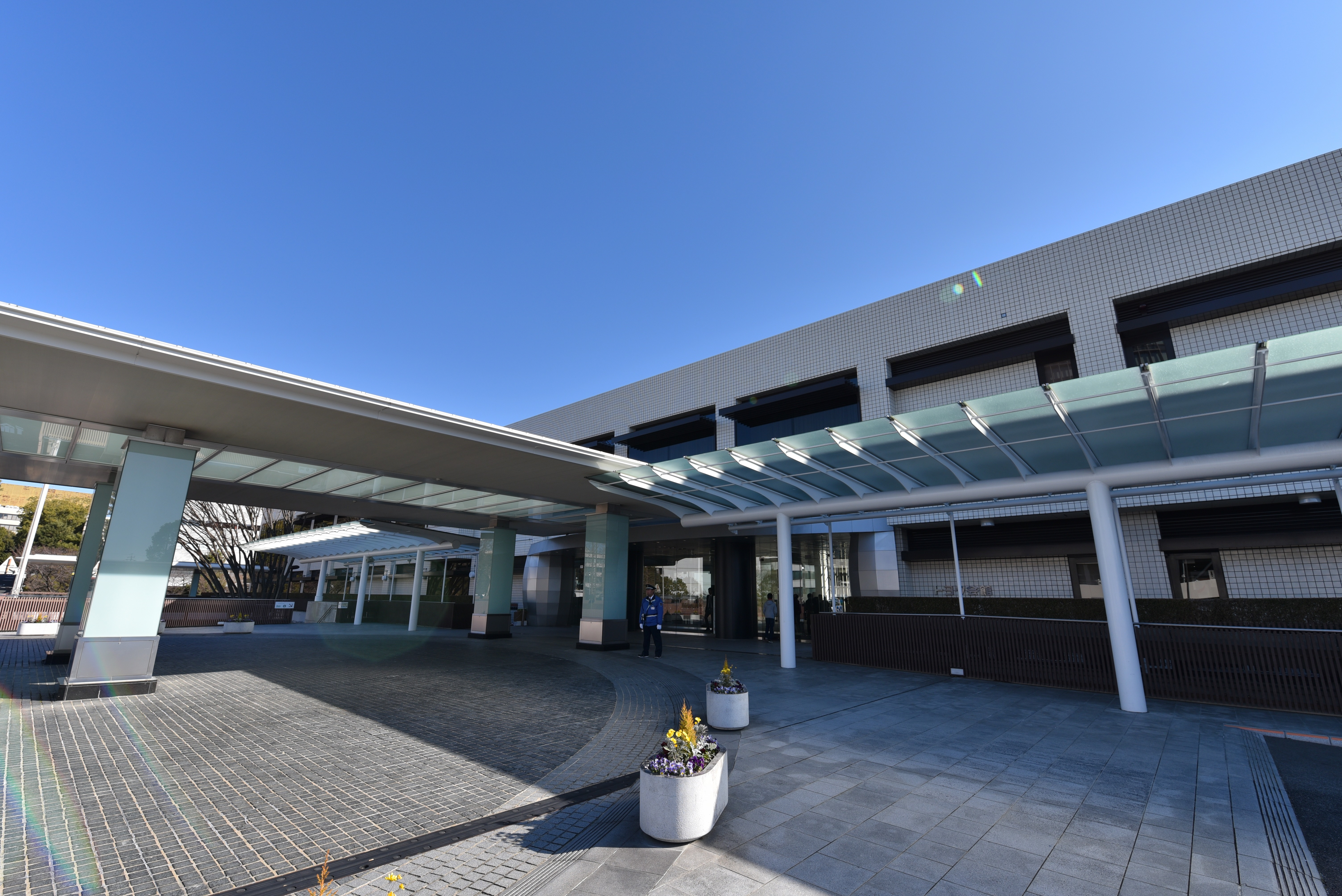
豐田會館
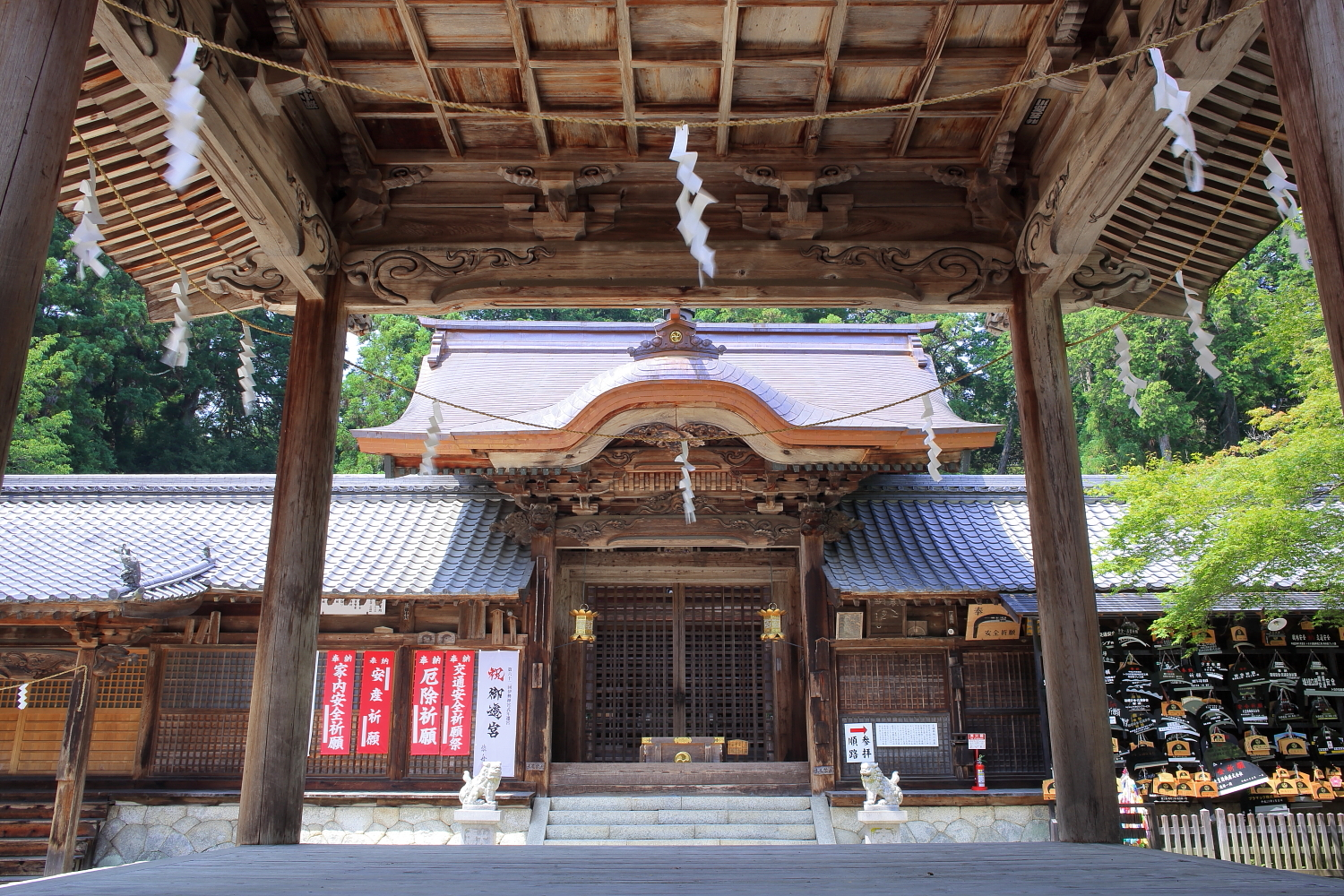
猿投神社拜殿

## 教育
豐田市內的高等教育學校包括以工學部、經營學部、情報科學部為主的愛知工業大學，及以看護學部為主的日本紅十字豐田看護大學；愛知學泉大學在豐田市設有以現代管理學部為主的豐田校區，中京大學的豐田校區則是以現代社會學部、工學部及運動科學部為主。

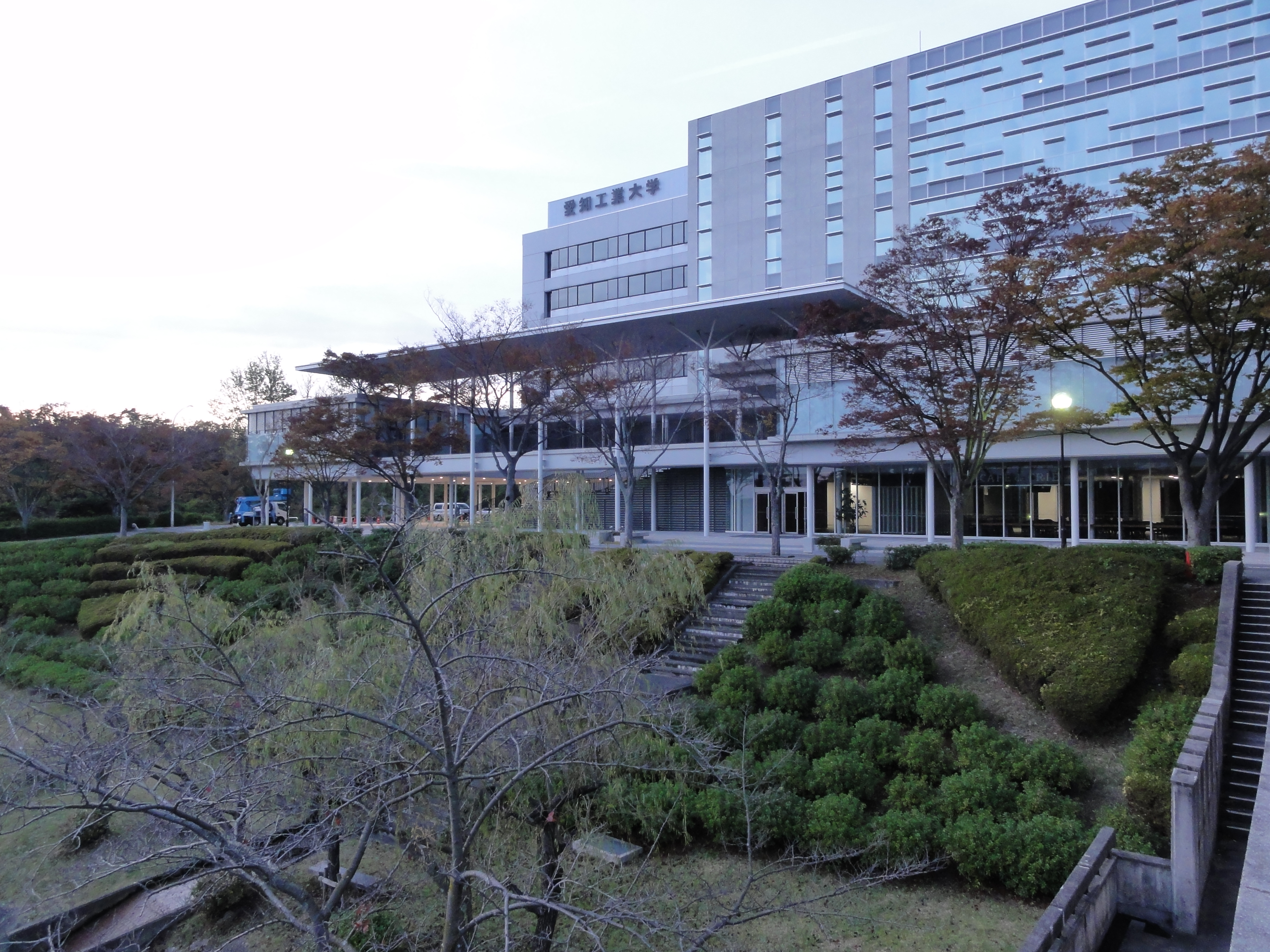
愛知工業大學
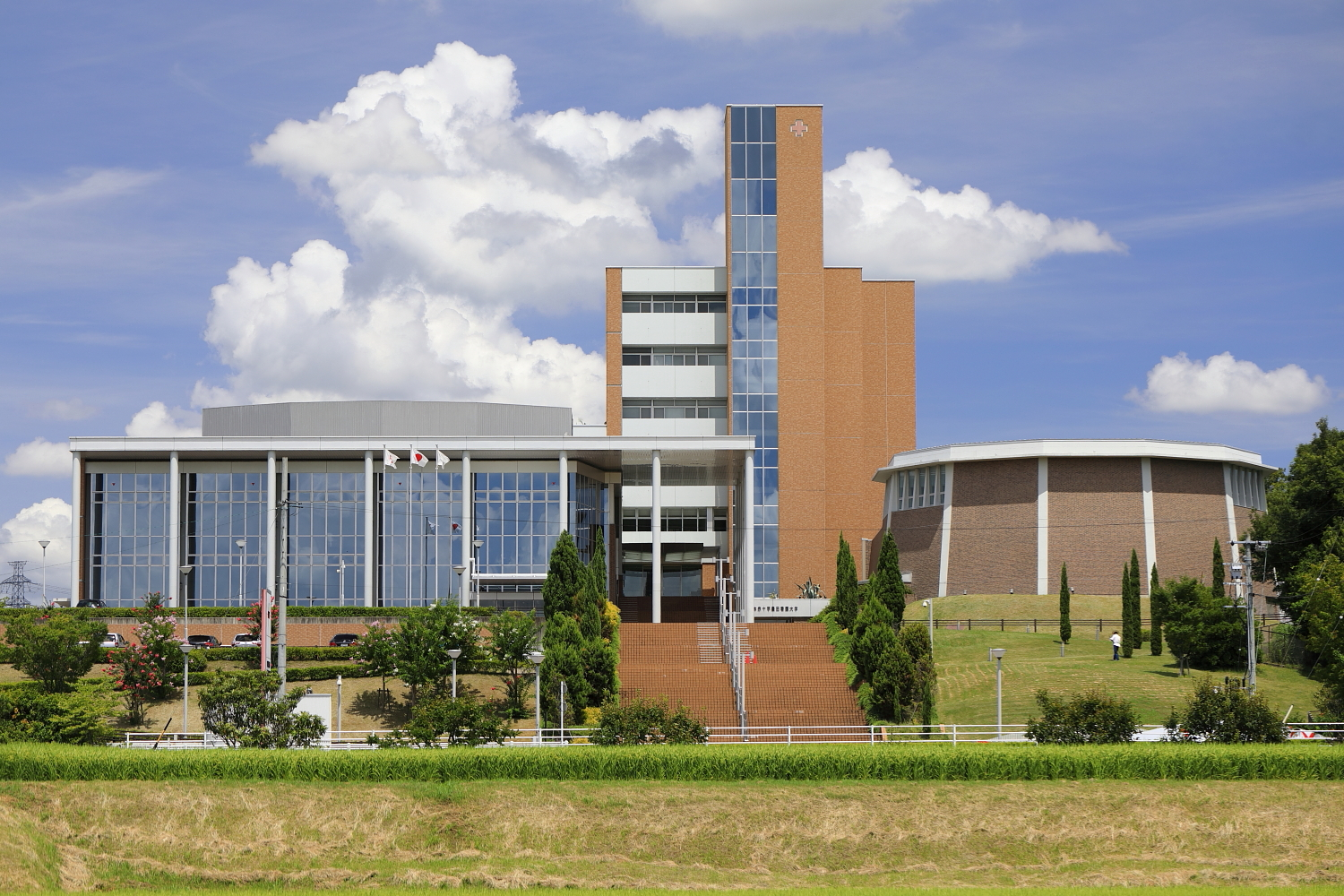
日本紅十字豐田看護大學
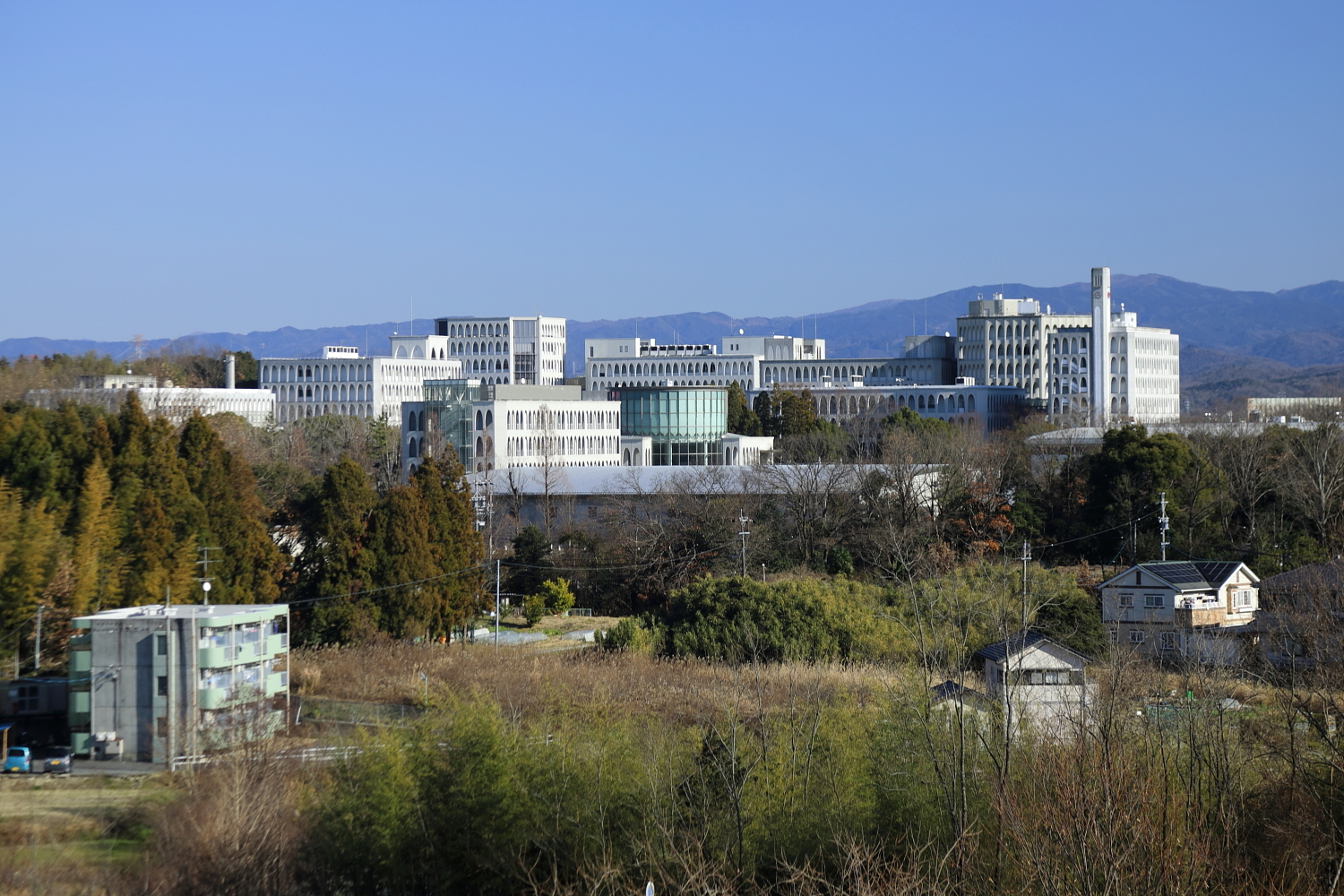
中京大學豐田校區校園

## 姊妹、友好城市

### 海外
- 底特律（美国密歇根州韦恩縣）
兩地於1960年締結為姊妹城市。[14]
- 本德（美国俄勒冈州德舒特縣）
兩地於1997年締結為姊妹城市。
- 德比郡、德比、南德比（英语：South Derbyshire）（英国英格兰）
1989年豐田汽車開始在南德比設立工廠，兩地因而開始交流，並於1998年同締結為姊妹城市。[15]

### 日本
- 金澤市（石川縣）
2008年東海北陸自動車道全線通車後，讓相距250公里的兩地可在3.5小時內抵達，兩地也因而開始觀光事業的交流，並於通車前的2007年簽訂「觀光交流都市協定」。[16]

## 外部連結
- （日語） 豐田市的Facebook專頁
- （日語） 豐田市官方的X（前Twitter）
- （日語） 豐田市官方的Instagram帳戶
- （日語） YouTube上的豐田市頻道
- （日語） 愛知縣豐田市的官方網站 （页面存档备份，存于）
- （日語） 豐田市小原觀光協會 （页面存档备份，存于）